# Skorpion ciemny
Skorpion ciemny (Zabius fuscus) – jest to skorpion górski, zamieszkujący niektóre regiony Argentyny. Zwykle kryje się pod kamieniami lub w szczelinach skał. Jego długość nie przekracza 6 cm. Charakteryzuje go ciemne ubarwienie, stąd też jego nazwa. Jego jad nie jest silny.